# 周文襃
周文襃，浙江溫州人。明朝政治人物，永樂辛卯進士。

## 生平
永樂九年（1411年）辛卯科二甲第十五名進士。累官河南左布政使，居官勤勉，因上疏勸阻明成祖遷都北京，而被貶為佃戶。